# Trubelstock
Trubelstock är en bergstopp i Schweiz.   Den ligger i distriktet Leuk och kantonen Valais, i den södra delen av landet, 60 km söder om huvudstaden Bern. Toppen på Trubelstock är 2 998 meter över havet, eller 159 meter över den omgivande terrängen. Bredden vid basen är 0,64 km.
Terrängen runt Trubelstock är huvudsakligen mycket bergig. Närmaste större samhälle är Sierre, 9,1 km söder om Trubelstock. 
Trakten runt Trubelstock består i huvudsak av gräsmarker. Runt Trubelstock är det glesbefolkat, med 18 invånare per kvadratkilometer.